# Cassini-Huygens
Cassini-Huygens a fost o navă spațială/sondă spațială robotizată lansată împreună de NASA, ESA și ASI care a studiat planeta Saturn și sateliții săi naturali, fiind una din cele mai de succes misiuni. Nava spațială Cassini este proiectată de NASA și a fost denumită după astronomul italiano-francez Giovanni Domenico Cassini. Agenția Spațială Europeană a realizat sonda spatială Huygens, numită după astronomul, matematicianul și fizicianul olandez Christiaan Huygens. Sonda spațială Cassini a fost lansată în întregime pe 15 octombrie 1997 și, după o lungă călătorie interplanetară, a intrat pe orbită în jurul lui Saturn pe 1 iulie 2004.

## Misiune
- La 1 iulie 2004 sonda Cassini-Huygens a efectuat manevra IOS (Inserția Orbitală Saturniană) intrând astfel pe orbită în jurul planetei Saturn. În prealabil sonda a studiat în detaliu sistemul iar în iunie 2004 a realizat un zbor apropiat în jurul lunii Phoebe, trimițând înapoi imagini de înaltă rezoluție și alte date. În urma zborului în jurul lui Titan (cea mai mare lună saturniană), sonda a capturat imagini radar înfățișând lacuri mari, contururi de țărmuri, insule și munți. Sonda a parcurs 2 zboruri complete în jurul lui Titan înainte de a se desprinde de sonda Huygens la 25 decembrie 2004. Huygens a coborât pe suprafața lunii pe 14 ianuarie 2005 trimițând înapoi o mulțime de date colectate în timpul coborârii în atmosferă și după aterizare.

- În 2006 NASA a anunțat că sonda Cassini a găsit dovezi care indică prezența unor rezervoare de apă lichidă care erup sub formă de gheizere pe luna Enceladus. Imaginile arată jeturi de particule de gheață emise din zona polară sudică a lui Enceladus fiind proiectate direct în orbită în jurul lui Saturn. Andrew Ingersoll de la Institutul Tehnologic din California susține că "mai există și alte luni care prezintă oceane de apă lichidă acoperite de straturi de gheață cu grosimi de ordinul kilometrilor. Diferența în acest caz este că apa de pe Enceladus se află doar la câteva zeci de metri sub suprafață". În mai 2011 oamenii de știință de la NASA au susținut în urma unei conferințe despre satelitul Enceladus, că această lună pare a fi cel mai propice loc pentru viață așa cum o știm noi din sistemul solar.

- Fotografiile trimise de Cassini au condus la alte descoperiri semnificative și anume existența unui inel planetar nou aflat la exterior de inele principale saturniene. Se crede că originea acestui inel se datorează unui impact dintre un meteorit și două dintre lunile lui Saturn. În iulie 2006 Cassini a oferit dovezi care indică lacuri de hidrocarburi lângă polul nord al lunii Titan. În martie 2007 alte imagini au dezvăluit "mări" de hidrocarburi, cea mai mare dintre ele fiind de dimensiunea Mării Caspice. În octombrie 2006 sonda a detectat o furtună ciclonică cu un diametru de 8000 de kilometri și cu un ochi central vizibil, la polul nord pe Saturn. Din 2004 până în 2009 sonda a descoperit și confirmat 8 noi sateliți naturali. Misiunea sa primară s-a încheiat în 2008 odată cu completarea a 74 de orbite în jurul lui Saturn. Misiunea a fost prelungită până în septembrie 2010 și apoi până în 2017 pentru un studiu complet al anotimpurilor pe Saturn.

- În data de 3 aprilie 2014, NASA [7] și ESA[8] au anunțat că măsurătorile efectuate de Cassini indică prezența unui vast ocean cu apă în stare lichidă sub suprafața satelitului Enceladus. Conform datelor, oceanul ar putea avea o adâncime de 10 km și s-ar afla sub o crustă de gheață cu o grosime între 30 și 40 km. NASA consideră că prezența oceanului include Enceladus printre cele mai probabile locuri din Sistemul Solar în care ar putea exista viață microbiană.

- La 14 aprilie 2014, NASA [9] a anunțat că imaginile transmise de Cassini ar putea releva formarea unui nou satelit natural al planetei Saturn. Poreclit Peggy, obiectul ar putea să măsoare cca. 1Km în diametru[10].